# Ogólnopolska lista wyborcza
Lista ogólnopolska, zwana także listą krajową lub listą państwową to stały element wyborów parlamentarnych w Polsce do 2001. Wprowadzona została jeszcze w PRL w 1985 roku. Stosowanie listy krajowej nabrało rzeczywistego znaczenia z punktu widzenia wyników wyborów dopiero w 1989 roku, podczas wyborów kontraktowych. W 1989 lista krajowa miała służyć zagwarantowaniu miejsca w Sejmie 35 czołowym działaczom PZPR oraz jej satelitów.
W kolejnych wyborach, tzn. w 1991, 1993 oraz 1997 z listy krajowej obsadzanych było 69 mandatów. W wyborach w 1991 roku próg wyborczy dla listy ogólnopolskiej wyniósł 5%, w kolejnych 7%. W 1991 roku dzielono mandaty pomiędzy listy krajowe przy pomocy zmodyfikowanej metody Sainte-Laguë. Od 1993 stosowana była metoda D’Hondta. Podstawą obliczeń była liczba głosów uzyskanych przez poszczególne listy. Lista krajowa została zniesiona przez nową ordynację wyborczą w 2001.
W okresie II RP w wyborach do Sejmu istniała lista państwowa. Wprowadzona została przez ordynację z 1922, a zastosowana w wyborach w 1922, 1928 oraz 1930. Do podziału między listy państwowe partii przypadało 72 z 444 mandatów. W podziale mandatów brały udział te ugrupowania, których listy zdobyły mandaty w przynajmniej 6 okręgach wyborczych. Podziału dokonywano przy pomocy metody D’Hondta. Podstawą obliczeń nie była jednak liczba głosów, ale liczba mandatów zdobytych w okręgach.
W Polsce listy krajowe (państwowe) służyły do zapewnienia miejsc w parlamencie przywódcom lub ekspertom partyjnym. W przypadku wyborów proporcjonalnych, czyli przeprowadzonych w oparciu o ordynacje z 1922 oraz po 1991, listy krajowe (państwowe) służyły do premiowania największych ugrupowań.